# Vindeltrappa
Vindeltrappa (Clathrus clathrus) är en snäckart som först beskrevs av Carl von Linné 1758.  I den svenska databasen Dyntaxa används istället namnet Epitonium clathrus. Enligt Catalogue of Life ingår Vindeltrappa i släktet Clathrus och familjen Eulimidae, men enligt Dyntaxa är tillhörigheten istället släktet Epitonium och familjen vindeltrappsnäckor. Arten är reproducerande i Sverige. Inga underarter finns listade i Catalogue of Life.